# Aart den Boer

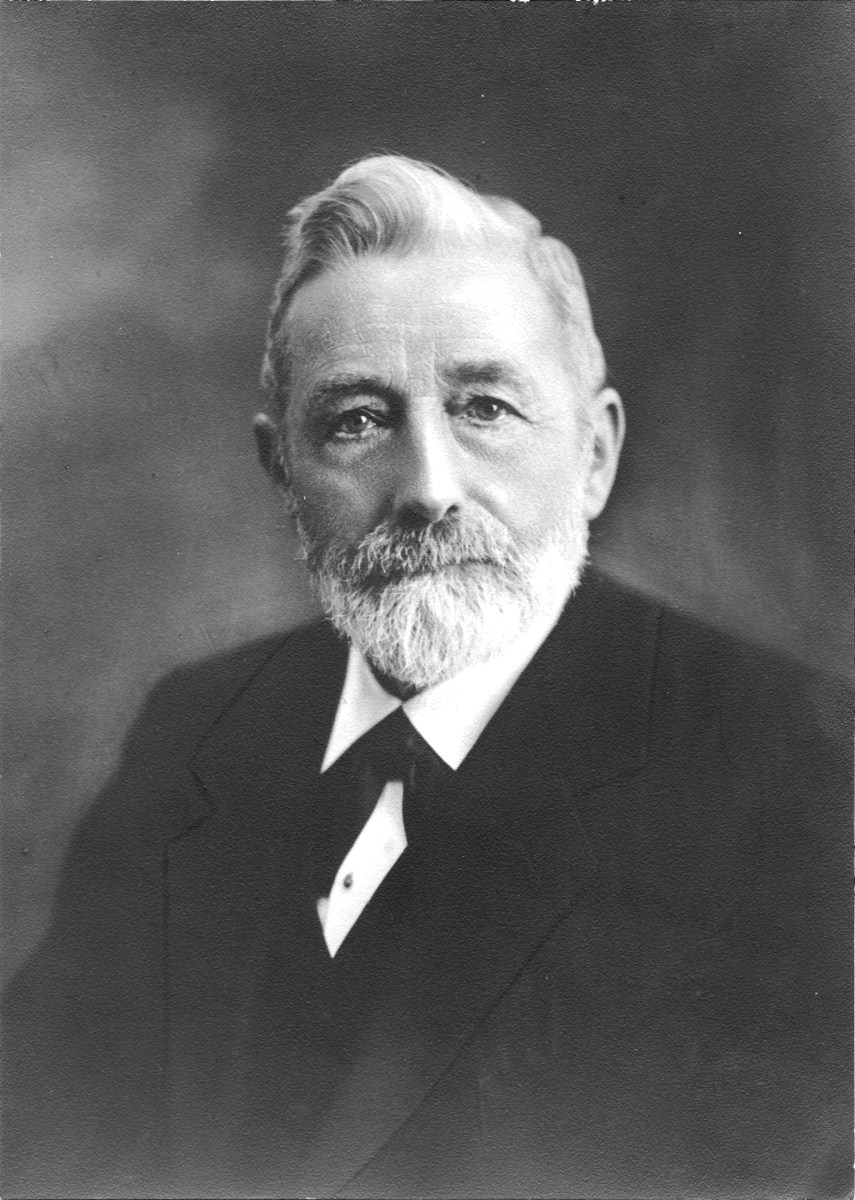
Aart den Boer

Aart den Boer (Nieuw-Lekkerland, 30 december 1852 - 11 mei 1941) was een Nederlands architect en ondernemer.

## Levensloop
Den Boer begon zijn carrière als timmerman en werkte zich door avondlessen op tot leraar technisch tekenen en werd later opzichter van bouwwerken. Ook was hij assistent van C. Smit, directeur van de Reederij op de Lek, die met raderboten diensten onderhield op de rivier de Lek naar Rotterdam.
Hij ontwierp onder meer stoomolieslagerij "De Toekomst" en het bejaardentehuis van de L. en N. Smit's Stichting dat in 1885 in Nieuw-Lekkerland door hem en zijn broer Arnoldus den Boer (1856-1917)werd gebouwd en dat van 1958 tot 1996 het gemeentehuis van deze gemeente was. Tevens was Aart den Boer met zijn broer Jan in 1883 oprichter van de betonfabriek J. & A. den Boer in Nieuw-Lekkerland die daar tot 2019 gevestigd is geweest. Aart den Boer was maatschappelijk actief als wethouder en locoburgemeester van Nieuw-Lekkerland en als voorzitter van het schoolbestuur van de Christelijke school.

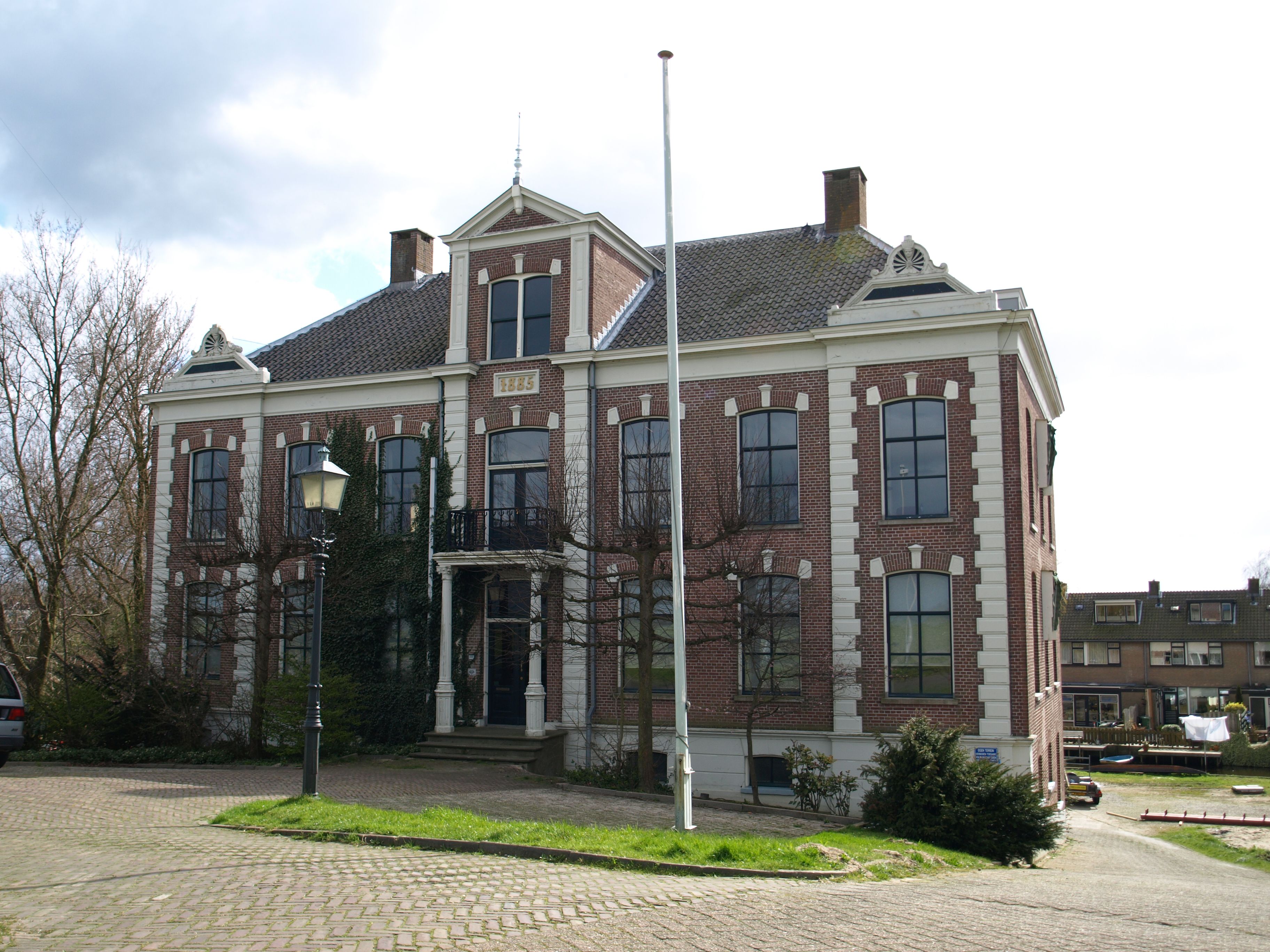
Voormalig gemeentehuis Nieuw-Lekkerland